# 京都府道・奈良県道4号笠置山添線
京都府道・奈良県道4号笠置山添線（きょうとふどう・ならけんどう4ごう かさぎやまぞえせん）は、京都府相楽郡笠置町を起点とし、奈良県山辺郡山添村に至る主要地方道（京都府道・奈良県道）である。

## 概要

### 路線データ
- 起点：京都府相楽郡笠置町
- 終点：奈良県山辺郡山添村遅瀬

## 歴史
1974年（昭和49年）11月11日時点では京都府道4号は京都大原今津線（現在の国道367号の滋賀県高島市以南）、奈良県道4号は久居家城榛原線（現在の国道369号の一部と三重県道15号久居美杉線）であった。

### 年表
- 1964年（昭和39年）12月28日 - 建設省（現国土交通省）が主要府道奈良笠置線の一部、一般府県道笠置大保線、一般県道天理月瀬線の一部、一般県道針ヶ別所横田線の一部、一般県道北野針線の一部、一般県道針大野線の一部、一般県道邑地小倉榛原線の一部をもって主要地方道榛原笠置線を指定（奈良市柳生以北は現4号笠置山添線、以南は現国道369号の一部）。
- 1966年（昭和41年）2月15日 - 奈良県道24号榛原笠置線を認定。
- 1967年（昭和42年）2月1日 - 京都府道40号笠置山添線を認定。
- 1976年（昭和51年）4月1日 - 建設省が主要府県道笠置榛原線の一部、主要県道奈良津線の一部、一般県道大河原停車場遅瀬線の一部を笠置山添線として主要地方道に指定。
- 1977年（昭和52年）
  - 3月29日 - 奈良県が奈良県道4号笠置山添線を認定。24号笠置榛原線、1号奈良津線、121号大河原停車場遅瀬線を廃止。
  - 6月9日 - 京都府が京都府道40号笠置山添線を認定。
- 1983年（昭和58年）2月1日 - 京都府が整理番号を40から64へ改番。
- 1993年（平成5年）5月11日 - 建設省から、主要県道笠置山添線が笠置山添線として主要地方道に再指定される[1]。
- 1994年（平成6年）4月1日 - 路線番号を4へ統一。

## 路線状況
狭隘な箇所が多く、笠置町内の住宅地を通る箇所では四輪と二輪の離合も困難なほど狭い箇所がある。

### 重複区間
- 京都府道33号奈良笠置線（相楽郡笠置町笠置 地内）
- 京都府道325号笠置公園線（相楽郡笠置町笠置 地内）
- 奈良県道25号月瀬針線（奈良市邑地町 - 奈良市月ヶ瀬桃香野）
- 奈良県道82号上野南山城線（奈良市月ヶ瀬桃香野 - 奈良市月ヶ瀬嵩）
- 奈良県道214号月瀬三ケ谷線（奈良市月ヶ瀬嵩 地内）

## 地理

### 通過する自治体
- 京都府
  - 相楽郡笠置町
- 奈良県
  - 奈良市
  - 山辺郡山添村

### 主な接続路線
| 交差する道路              | 交差する場所 | 交差する場所 | 交差する場所 | 交差する場所     | 備考 |
| ------------------------- | ------------ | ------------ | ------------ | ---------------- | ---- |
| 国道163号                 | 京都府       | 相楽郡       | 笠置町       | 北笠置           |      |
| 京都府道33号奈良笠置線    | 京都府       | 相楽郡       | 笠置町       | （笠置）         |      |
| 京都府道325号笠置公園線   | 京都府       | 相楽郡       | 笠置町       | （笠置）         |      |
| 国道369号                 | 奈良県       | 奈良市       | 奈良市       | （柳生町）       |      |
| 奈良県道25号月瀬針線      | 奈良県       | 奈良市       | 奈良市       | （邑地町）       |      |
| 奈良県道82号上野南山城線  | 奈良県       | 奈良市       | 奈良市       | （月ヶ瀬桃香野） |      |
| 奈良県道214号月瀬三ケ谷線 | 奈良県       | 奈良市       | 奈良市       | （月ヶ瀬嵩）     |      |
| 奈良県道82号上野南山城線  | 奈良県       | 奈良市       | 奈良市       | （月ヶ瀬嵩）     |      |
| 国道25号                  | 奈良県       | 山辺郡       | 山添村       | （遅瀬）         |      |

※ 交差する場所の括弧書きは地名、それ以外は交差点名で表示

### 沿線にある施設など
- 笠置町役場
- 笠置駅（JR関西本線）